# Cerkev sv. Lovrenca, Nürnberg
Cerkev svetega Lovrenca je župnijska gotska cerkev v Nürnbergu v Nemčiji, je južno od reke Pegnitz v srednjeveškem jedru naselja nekdanjega cesarskega mesta Nürnberg. Po obliki je protiutež starejši cerkvi svetega Sebalda na severnem območju. Gradnja triladijske bazilike se je začela leta 1250, poznogotski kor pa je bil dokončan leta 1477. Zavetnik cerkve je sveti Lovrenc. Med drugo svetovno vojno je bila močno poškodovana, a je bila znova zgrajena po starem zgledu. Iz obdobja reformacije je ena od dveh velikih protestantskih cerkev Nürnberga, ki pripadata dekaniji Nürnberg, evangeličanske luteranske cerkve na Bavarskem. Lovrenčeva cerkev je sedež mestnega dekana.

## Zgodovina gradnje
Prva omemba Lovrenčeve kapele v Nürnbergu je iz let 1235 in 1258; med izkopavanjem leta 1929 se je pokazalo, da je bila predhodnica romanska manjša triladijska stebrna bazilika. Deli te stavbe iz začetka 13. stoletja so bili ponovno uporabljeni v zidu.
Arhitekturna zgodovina cerkve svetega Lovrenca je bila pod vplivom  v srednjem veku pomembnejše cerkve svetega Sebalda. Začetek gradnje triladijske bazilike strokovnjaki datirajo približno v leto 1250 (sveti Sebald okoli 1230–1240). Datiranje kiparskega okrasa zahodne fasade ima ključno vlogo pri tem, katere delavnice se kažejo tudi na grobu Konrada Velikega. Triladijska bazilika je bila dokončana okoli 1390. Natančne razvojne stopnje gradnje še niso pojasnjene.
Že leta 1400 je bila podaljšana (spet po zgledu svetega Sebalda), stranske ladje so bile premaknjene navzven, tako da so zdaj v notranjosti cerkve notranji oporniki, ki oblikujejo majhne zasebne kapele za posamezne rodbine. Zadnja večja faza gradnje, gradnja dvorane nad korom čez Deokarjev oltar je bila v letih 1439–77 (zapisano je, kdaj je bila končana; kor v cerkvi svetega Sebalda je bil končan 1361–79).
Letalski napadi na Nürnberg in končni boji za mesto aprila 1945 so uničili cerkev, ki je bila prezidana po letu 1949. Uničena sta bila predvsem streha in obok. Streha je bila popolnoma na novo zasnovana, zgrajena nad ladjo zaradi pomanjkanja materiala iz jekla. Treba je bilo zgraditi 1,5 km obokanih opornikov in novih sklepnikov.

## Zgodovina
Predhodnica cerkve svetega Lovrenca, ki je omenjena v prvi polovici 13. stoletja, je bila bamberška zgornja župnija, podrejena Fürthu, medtem ko je sveti Sebald prvotno pripadal Poppenreuthu. Sveti Lovrenc v srednjem veku nikoli ne bi dosegel pomembnejše sestrske cerkve, vrhunec tega razvoja je bil leta 1425 z javno kanonizacijo. Sveti Lovrenc, zavetnik cerkve, ni bil tako pomemben, saj niti njegovo telo niti kateri koli del telesa ni bil  tukaj. To pojasnjuje vse večjo predanost svetemu Deokarju, spovedniku Karla Velikega, čigar relikvije hranijo v cerkvi svetega Lovrenca od leta 1316. Čez njegov oltar, ki ga je podaril 1436/1437, so, kar je dokazano, s sredstvi državljanov Nürnberga nareili poznogotski dvoranski kor vzhodno od cerkve.
Ne le gradnjo dvoranskega kora (1439–1477), temveč celotno gradnjo so verjetno financirali bogati državljani in mestni svet. To velja tudi za zelo dragocene predmete. Ustanovitelji so bili konkretni patriciji (npr. visoki tabernakelj Adama Krafta in Stossova rezbarija Oznanjenje (Englischer gruss)). To je verjetno tudi razlog, da je bilo umetniškim zakladom svetega Lovrenca prizaneseno med reformacijo, ko je prevladoval  ikonoklazem. Ta cerkev je bila med prvimi v Nemčiji, ki je bila posledica luteranske reformacije (1525). Državljani Nürnberga so želeli počastiti spomin do lastnih prednikov in so zato podarjali skulpture.
V poznejši zgodovini cerkve so predmete darovale znane osebnosti, med drugimi Andreas Osiander, ki je v cerkvi delal kot pridigar, njegova slika visi v zakristiji.

## Arhitektura
Zahodna fasada je za župnijsko cerkev izredno bogata, kaže visok standard državljanov Nürnberga, ki so v bistvu financirali gradnjo. Fasado obvladujeta dva stolpa, katerih vzorec je spet mogoče najti v cerkvi svetega Sebalda in s tem posredno v stolnici v Bambergu. Poleg tega je visok koničast vhodni portal bogato strukturiran, nad njim je rozeta, ki ima v premeru devet metrov, fino perforiran zatrep določa gotski videz cerkve.
Glavna ladja ima obliko stebrne triladijske bazilike z osmimi oboki. V srednji ladji arkade šiljastih lokov izhajajo iz šopka polstebrov v ladijskem zidu na oboke mimo oken v steni svetlobnega nadstropja. Kapitel na snopu polstebrov nosi rebrast obok, katerega rebra so podprta na ravni okenske police. Posebnost precej nižjih stranskih ladij so majhne družinske kapelice, ki so nastale s pomikom zunanjih sten do zunanjega roba opornikov.
Poznogotski kor je ogledalo arhitekturne mode tistega časa in je neopazno povezan z glavno ladjo. Značilni so predvsem igriv obok in veličastna dvonadstropna okna s krogovičjem. Na južni strani je dvonadstropna zakristija.
| velikost cerkve  | glavna ladja    | stranska ladja  | dvoranski kor   |
| ---------------- | --------------- | --------------- | --------------- |
| dolžina: 91,20 m | višina: 24,20 m | višina: 11,50 m | višina: 24,20 m |
| širina: 30,00 m  | širina: 10,40 m | širina: 5,90 m  | širina: 28,60 m |

Stolpa sta visoka 80,8 m do 81 m.

## Oprema

### Umetniška dela
Vsi predmeti niso izvirno iz cerkve svetega Lovrenca. Veliko umetnin je iz sekulariziranih ali uničenih samostanov v Nürnbergu in okolici.
Posebej je treba omeniti dve mojstrovini poznogotskega kiparstva, ki pripadata prvotnemu okrasju:
skoraj 20 metrov visok tabernakelj iz peščenjaka, delo Adama Krafta iz let 1493–1496 (podaril ga je Hans Imhoffov d. Ä.), 
drugo delo pozne gotike pa visi v koru – rezbarija Englische Gruß (tudi Engelsgruß im Rosenkranz– Oznanjenje), ki ga je podaril patricij Anton Tucher 1517/1518, je delo kiparja Veita Stossa. Kaže velikega človeka, pisan okvir in pozlačen večinoma lipov les – Marija in Gabriel pri oznanjenju, obdana z vencem 55 zlatih vrtnic (372 x 320 cm). Nad prizorom sedi Bog Oče, levo in desno angeli z glasbili, na dnu pa je kača z jabolkom med zobmi. Sedem medaljonov kaže sedem radosti Marije. Po nesreči 2. aprila 1817 je bila umetnina skoraj popolnoma uničena in nato skrbno obnovljena.

### Oltarji
Eden redkih datiranih oltarjev je Deokarjev oltar (Deocarusaltar) iz 1436/1437, ki je za zgodovino slikarstva in rezbarstva velikega pomena. Od 1316 do 19. stoletja so v cerkvi relikvije svetega Deokarja, legendarnega ustanovitelja in prvega opata mesta Herrieden. Na desnem krilu 
predele kaže, kako Ludvik Bavarski daruje mestu Nürnberg relikvije svetnika.
V desni stranski ladji je Rokov oltar (Rochusaltar), darilo družine Imhoff. Kdaj je nastal, ni mogoče jasno določiti, verjetno okoli leta 1485, ko je v Nürnbergu razsajala kuga in je bil vsak prispevek  dobrodošel. V Benetkah so trgovsko družino Imhoff dobro poznali. Peter Imhoff starejši je tam uspel med letoma 1465 in 1476 z nadarbino oltarja svetega Sebalda v cerkvi svetega Bartolomeja pri mostu Rialto, kjer je bil oltar nemških trgovcev. Leta 1499 je bil imenovan za konzula pri Fondaco dei Tedeschi. Franz Imhoff je bil član bratovščine svetega Roka v Benetkah in je dobro poznal lokalne navade in uspehe tega kulta. Naravno je bilo, da je bila družina Imhoff znana tudi doma. V letu kuge 1484 je župnija Lorenzkirche v Nürnbergu 16. avgusta  praznovala praznik svetega Roka, kmalu za tem je Imhoff verjetno začel gradnjo oltarja. Rokov oltar ne vključuje samo podobe svetega Roka, ampak tudi Sebastjana in druge svetnike kuge. Še pred letom 1500 je bil med najuglednejšimi znaki zgodnjega širjenja kulta svetega Roka iz Benetk severno od Alp. Na dnu je Imhoffov grb.
Številni oltarji z rezbarijami in slikami, skulpturami iz lesa in kamna, vitraji, nekatere freske, zvonci, epitafi in korne klopi iz 15. stoletja krasijo cerkev. Tudi na zunanji strani so vgrajene številne skulpture, nekatere bi bilo treba nadomestiti s kopijami.

## Zvonovi
Cerkev ima 16 zvonov in drugo najbogatejše zvonjenje v evangeličanskih cerkvah v Nemčiji. Glavnih zvonov je deset, šest pa za posebne namene. Vsi visijo v lesenih zvonikih na lesenih konstrukcijah. Ob zadnjih prenovi v 20. stoletju so večji zvonovi dobili zgornje uteži in kembelj.

### Zvonjenje
Zvonovi zvonijo po nekem redu. K molitvi zvoni vsako jutro ob 8. uri in zvečer ob 21. uri  Tagmessglocke, ob 12. uri zvoni Laurentia, glede na sončni zahod med 16. in 20. uro ob koncu zvoni Garausläuten in vsak petek ob 15. uri Kristusov zvon. Med molitvami našega Očeta zvoni Pavlov zvon. Glede na obliko čaščenja, praznike in podobno se spreminjata število in sestava zvonov oziroma način zvonjenja.

## Orgle
Lovrenčeva cerkev ima troje orgel, ki imajo več kot 12.000 cevi: glavne orgle (na glavni galeriji pred rozeto) so Lovrenčeve orgle, Štefanove orgle so korne orgle v zgornji dvorani nad ambulatorijem. S 162 registri so drugi največji sistem orgel v Nemčiji (v Passauu so največje orgle v Nemčiji) in največji sistem orgel v protestantski cerkvi v Nemčiji. Na treh orglah se lahko igra na dveh osrednjih elektronskih igralnih mizah v ladji in na zahodni galeriji. Lovrenčeve in Štefanove orgle imajo ločene mehanske igralne mize.

## Podzemna železnica
28. januarja 1978 je bila odprta postaja podzemne železnice Lorenzkirche; na stenah so reprodukcije rozete zahodne fasade. V neposredni bližini predora podzemne železnice je temelj južnega stolpa, ki ga je bilo treba podpreti s kompleksno gradnjo podzemnih betonskih temeljev.